# Rejon kamieński (obwód wołyński)
Rejon kamieński (ukr. Камінь-Каширський район) – jednostka administracyjna Ukrainy, w składzie obwodu wołyńskiego. Głównym miastem jest Kamień Koszyrski.
Rejon został utworzony 17 lipca 2020 w związku z reformą podziału administracyjnego Ukrainy na rejony.

## Podział administracyjny rejonu
Rejon kamieński od 2020 roku dzieli się na terytorialne hromady:
- Hromada Kamień Koszyrski
- Hromada Lubieszów
- Hromada Maniewicze
- Hromada Przylisne
- Hromada Soszyczno